# Epepeotes andamanicus
Epepeotes andamanicus là một loài bọ cánh cứng trong họ Cerambycidae.